# 山下徹

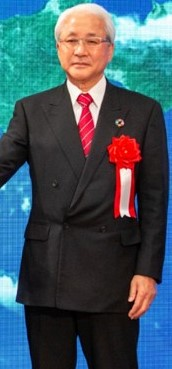
2018年11月

山下 徹（やました とおる 1947年10月9日 - ）は、神奈川県出身の日本の実業家。

## 経歴
- 1971年 - 東京工業大学工学部社会工学科卒業[1]
- 1971年 - 日本電信電話公社入社[1]
- 1988年 - 同公社データ通信事業本部が株式会社NTTデータとして分社化
- 1999年 - NTTデータ取締役 産業システム事業本部第一産業システム事業部長兼産業営業本部長
- 2003年 - 同社常務取締役[1] ビジネス開発事業本部長
- 2005年 - 同社代表取締役副社長
- 2007年 - 2012年 同社代表取締役社長[1]
- 2012年6月 - 2014年6月 同社取締役相談役[1]
- 2014年6月 - 2018年6月 同社相談役[1]
- 2018年6月 - 2020年6月 同社シニアアドバイザー
- 2010年 - 2012年 一般社団法人保健医療福祉情報システム工業会(JAHIS)会長[2][3]
- 2012年 - 2016年 一般社団法人科学技術と経済の会 技術経営会議議長[4]
- 2013年3月 - ナショナル・レジリエンス（防災・減災）懇談会構成員[5]
- 2013年4月 - 2019年3月 公益認定等委員会委員長[6]
- 2013年6月 - 2019年6月 三井不動産株式会社取締役（非常勤）
- 2019年7月 - 同社顧問（ICT戦略アドバイザー）[7]
- 2013年7月 - 2018年6月 NPO法人ブロードバンド・アソシエーション理事長[8]
- 2013年10月 - 高度情報通信ネットワーク社会推進戦略本部 新戦略推進専門調査会委員[9]
- 2014年3月 - 2014年8月 災害時等の情報伝達の共通基盤の在り方に関する研究会座長[10]
- 2014年4月 - 学校法人田園調布雙葉学園 理事、評議員
- 2018年11月 - 学校法人田園調布雙葉学園 副理事長
- 2019年4月 - 2023年3月　学校法人田園調布雙葉学園 理事長[11]
- 2014年6月 - 2018年6月 エーザイ株式会社取締役
- 2014年7月 - 2018年3月 東京工業大学経営協議会構成員[12]
- 2015年7月 - 2023年7月 住友生命保険相互会社取締役
- 2016年1月 - 時代の変化に対応した栄典の授与に関する有識者懇談会座長[13]
- 2016年7月 - 2020年12月高精度衛星測位サービス利用促進協議会（QBIC）会長
- 2017年4月 - 官民データ活用推進基本計画実行委員会委員[14]
- 2017年4月 - 栄典に関する有識者[15]
- 2018年6月 - 株式会社博報堂ＤＹホールディング取締役
- 2018年7月 - 今後のＬアラートの在り方検討会座長[16]
- 2019年4月 - Ｌアラート運営諮問委員会 特別顧問
- 2019年7月 - 三井不動産株式会社 顧問[17]
- 2019年7月 - 情報オリンピック日本委員会アドバイザリーボード座長[18]
- 2021年6月 - 一般社団法人真生会館理事
- 2021年6月 - 公益財団法人鉄道弘済会　評議員
- 2023年5月 - 技術経営士の会 会長[19]
- 2024年9月 - 学校法人東京純心女子学園　理事

## 受賞
- 2010年 - 情報文化学会賞 大賞受賞「先進的ソフト開発・知的産業の革新・IT人材開発」
- 2018年 - プロジェクトマネジメント学会 PM実施賞本賞[20]
- 2019年 - 令和元年度「情報通信月間」総務大臣表彰[21]
- 2022年 - プロジェクトマネジメント学会 PM功労賞[22]

## 主な著作・監修
- 次世代医療への道 （ダイヤモンド社2012年）
- 貢献力の経営 （ダイヤモンド社2011年）
- 企業変革のマネジメント （東洋経済新報社2008年）
- 高度IT人材育成への提言 （NHK出版2007年）
- 危機対応社会のインテリジェンス戦略 （日経BP企画2006年）
- 世界のペイメントカード （シーメディア2004年）
- これからのITマネジメント戦略 （NTT出版1999年）